# Carlos Sandúa
José Carlos Sandúa Mañu (Pamplona, 6 de noviembre de 1972) es un locutor español.

## Biografía

### Formación académica
Tras licenciarse en Bellas Artes en la Facultad de Bellas Artes (Universidad Complutense de Madrid), en 1995 se trasladó a Londres, donde completó su formación musical durante cinco años en el Trinity Laban Conservatoire of Music and Dance y en la Guildhall School of Music and Drama. Anteriormente había realizado estudios de Farmacia en las universidades de Navarra y Salamanca.

### La Trulla de Bozes
En 1998 fundó un grupo vocal de cámara: La Trulla de Bozes, para recuperar la música española del Renacimiento y del Barroco. Este quinteto vocal, dirigido por Carlos, está formado por: Raquel Andueza (soprano), Karim Farhan (tenor), Juan Díaz de Corcuera (tenor), Xavier Pagès (barítono) y Carlos Sandúa (alto), acompañados por Raúl del Toro (órgano), Manuel Vilas (arpa) y Elena Murguía (viola de gamba).
Con este grupo ha actuado en diversos festivales de música antigua, como los celebrados en: Málaga, Santa Cruz de Seros (Huesca), Úbeda y Baeza, Toledo, Medina del Campo, Ávila, Sevilla y Segovia. Y ha conseguido diversos premios internacionales como: el Festival van Vlaanderen de Brujas (2000) el International Young Artists Presentation de Amberes (2000) y la convocatoria 2003 del Prelude Music Award por el disco Sevilla Circa 1560 (mejor disco de música renacentista ex aequo con Doulce Memoire).

### Radio Clásica
En 2008 comenzó a trabajar en Radio Clásica, como productor y conductor de diversos programas: La caja blanca (relaciones entre arte y música), La canción o Capricho español, Los rechazados (arte y música en tiempos del impresionismo), Música coral. Hasta 2014 transmitió conciertos y presentó Jardines en el aire, un espacio que, conjugando literatura y música, tenía como tema central la música vocal de cualquier periodo. Entre el 3 de junio de 2014 y el 29 de febrero de 2024 fue director de Radio Clásica.